# Кафедра (християнство)

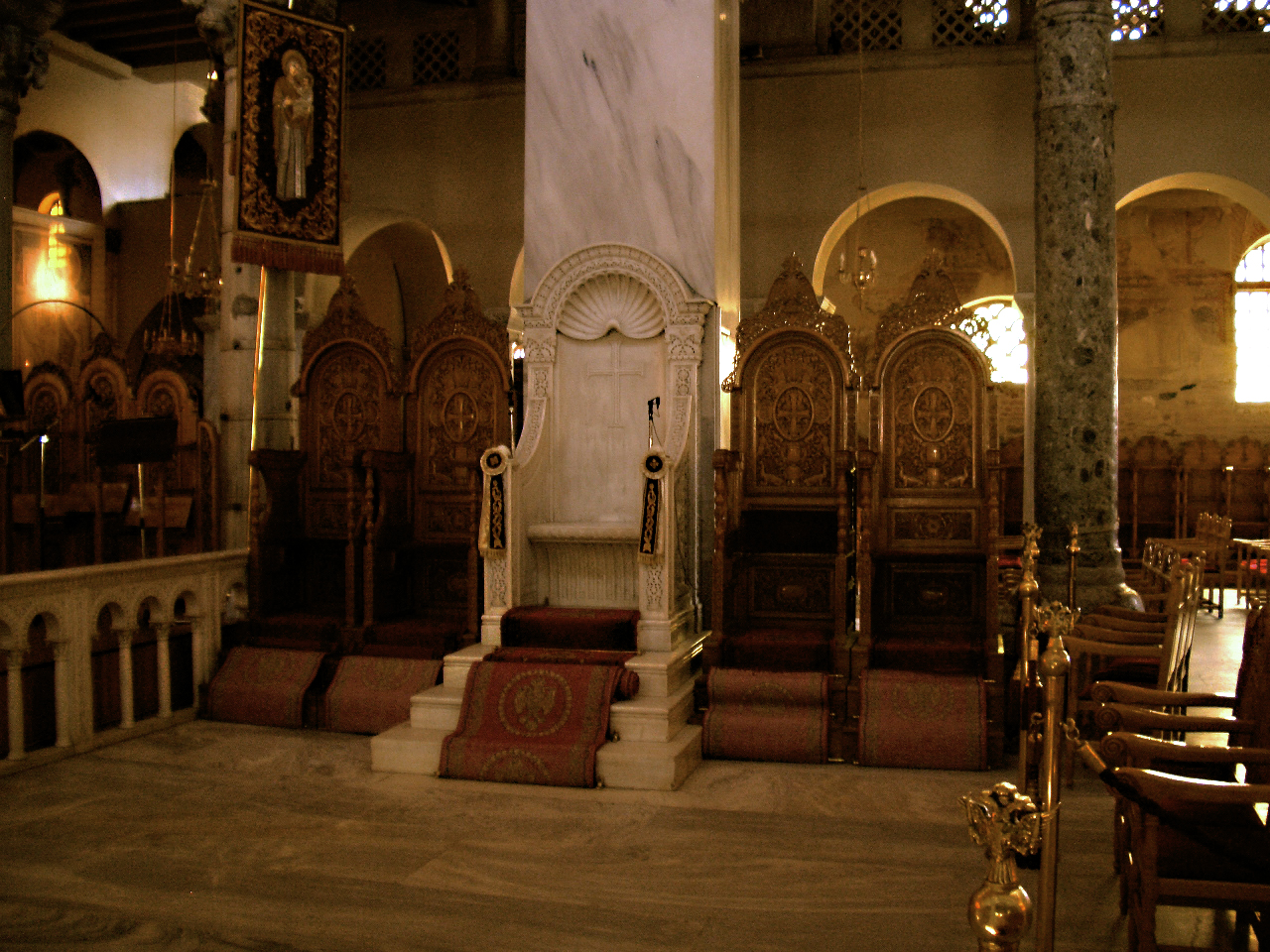
Трибуна, катедра єпископа в базиліці св. Димитрія

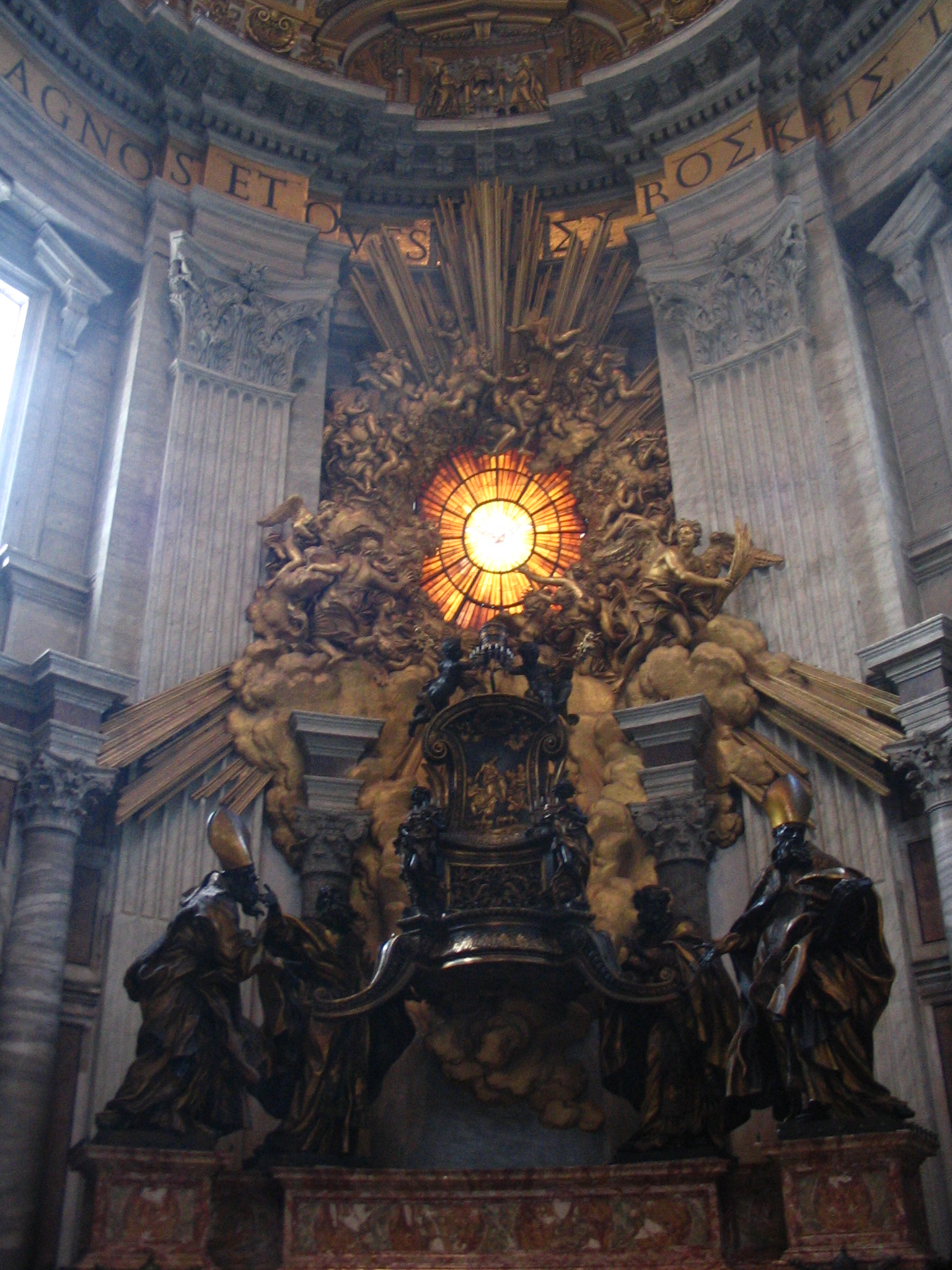
Кафедра святого апостола Петра (собор Святого Петра)

Ка́федра або кате́дра (від грец. καθέδρα, лат. cathedra) — у християнстві почесне крісло в храмі, призначене для єпископа.
Синоніми — горі́шнє місце, місце горішнє, місце го́рнє, ви́шнє місце, го́рній престол, заст. го́рнє сідалище.
Український термін горішнє місце, як і рос. горнее место (церк.-слов. горнѣе мѣсто) є калькою з грец. ἡ ἄνω καθέδρα — «верхнє сидіння».

## Символізм
У переносному значенні кафедра — символ єпископської влади, трон і резиденція владики, символ учительського авторитету єпископа у католицькій церкві і православній церкві, в деякому сенсі залишилося таким в англіканській церкві та в лютеранській церкві. У християнській літературі як лат. cathedrae Apostolorum вказує на отримане безпосередньо від Апостолів, конотація римської влади зарезервованої для імператора, що пізніше було утвердженим для єпископів після IV століття; а церква, де є єпископська кафедра — встановлений собор.
У багатьох європейських мовах звідси походить слово, що означає «собор» (англ. cathedral, нім. Kathedrale, ісп. catedral та інші). Від цього слова виникла і назва центрального собору єпархії — «кафедральний» храм, або називають «катедральна церква», чи «кафедральний собор».

## Галерея

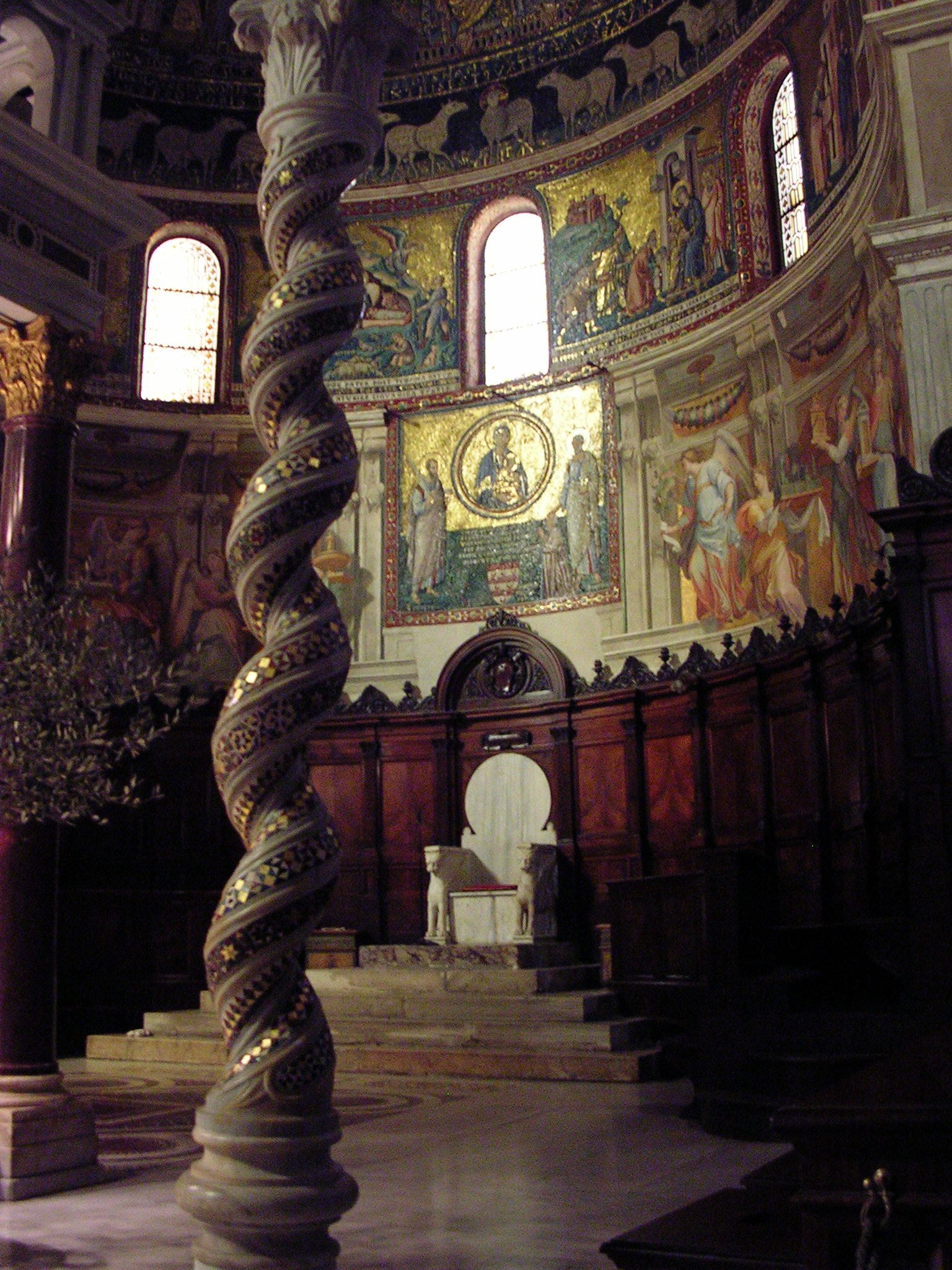
Кафедра в римській базиліці Санта Марія ін Трастевере
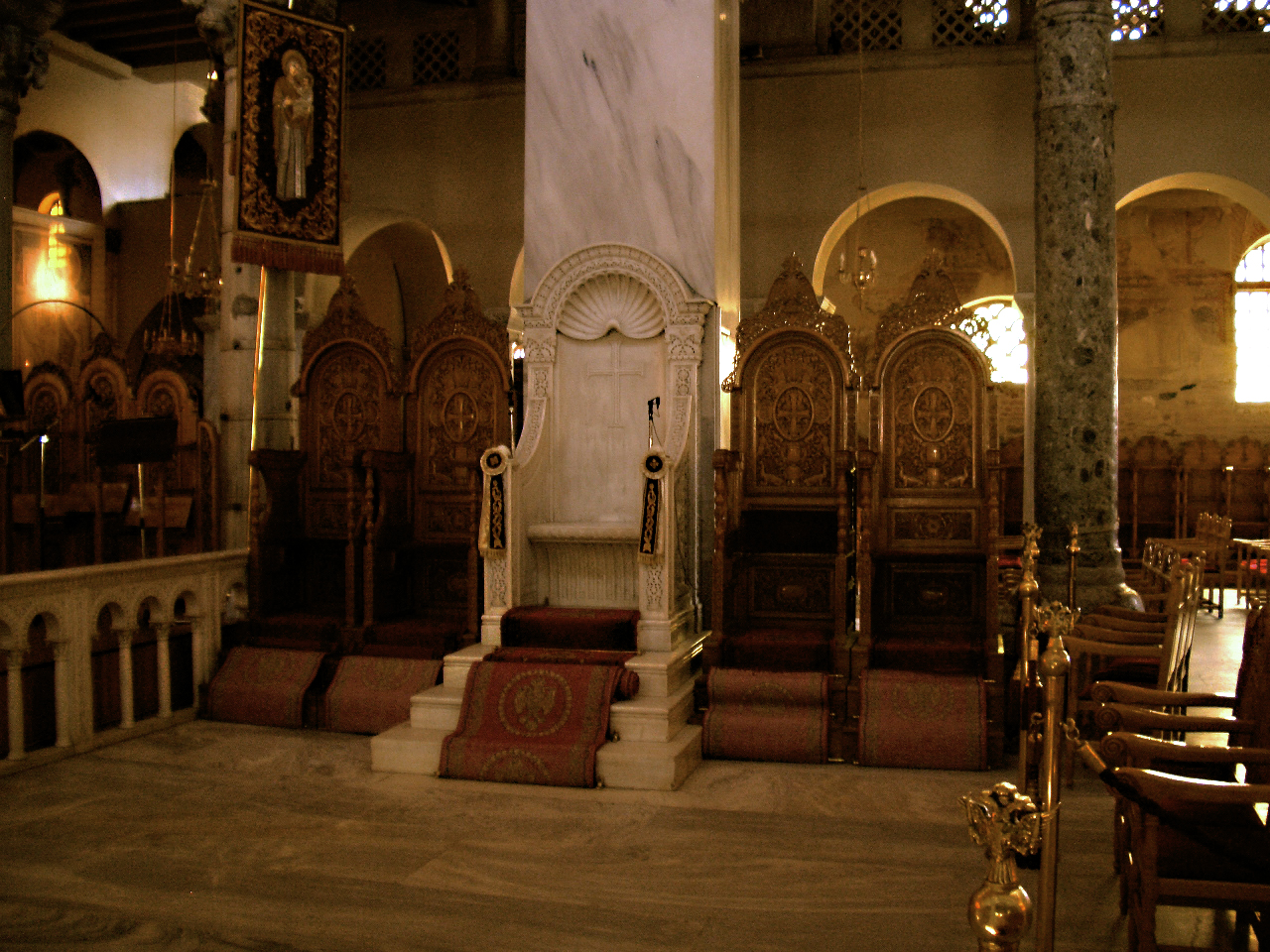
Єпископська кафедра (базиліка святого Дмитрія)
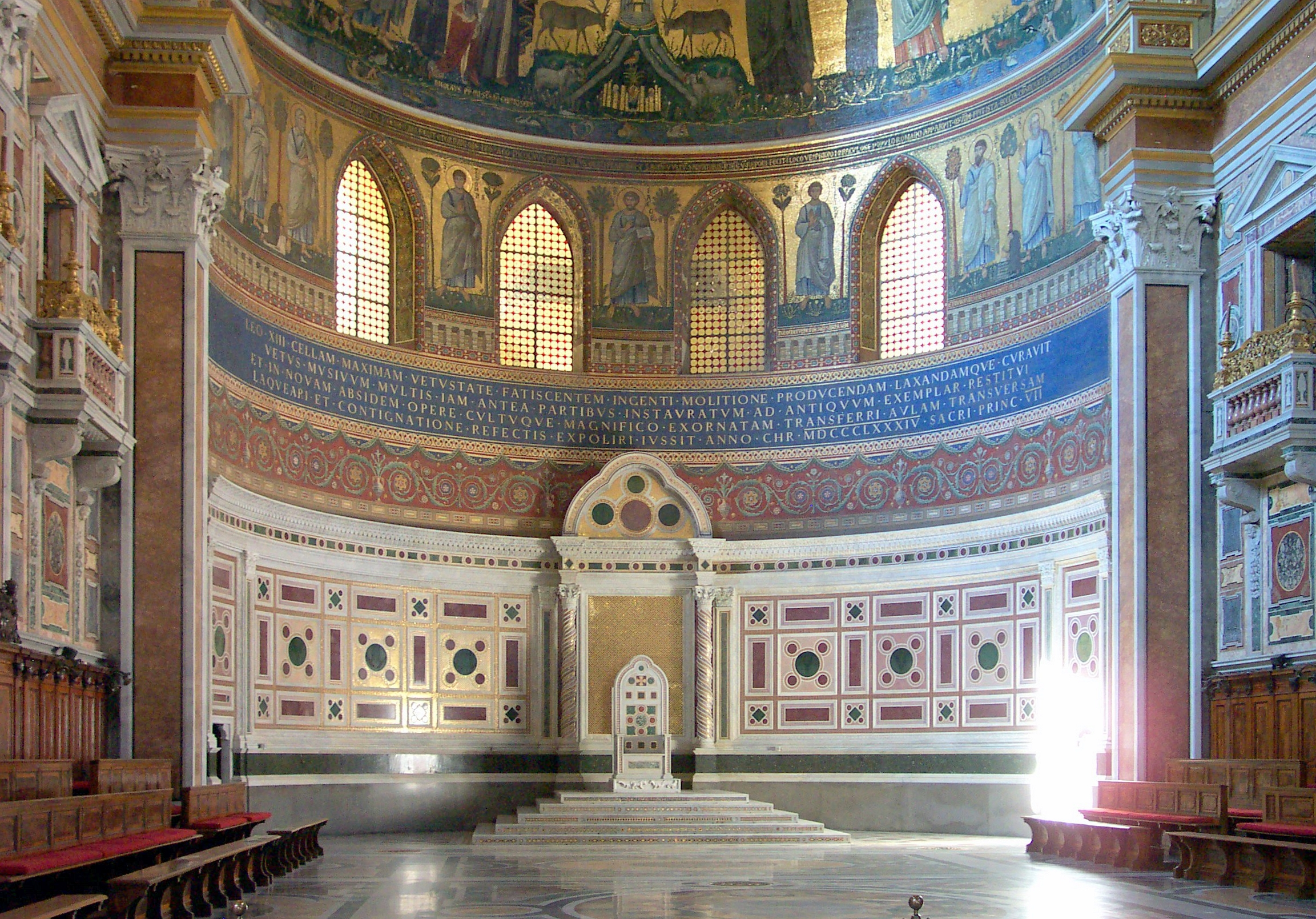
Папська кафедра у Латеранській базиліці
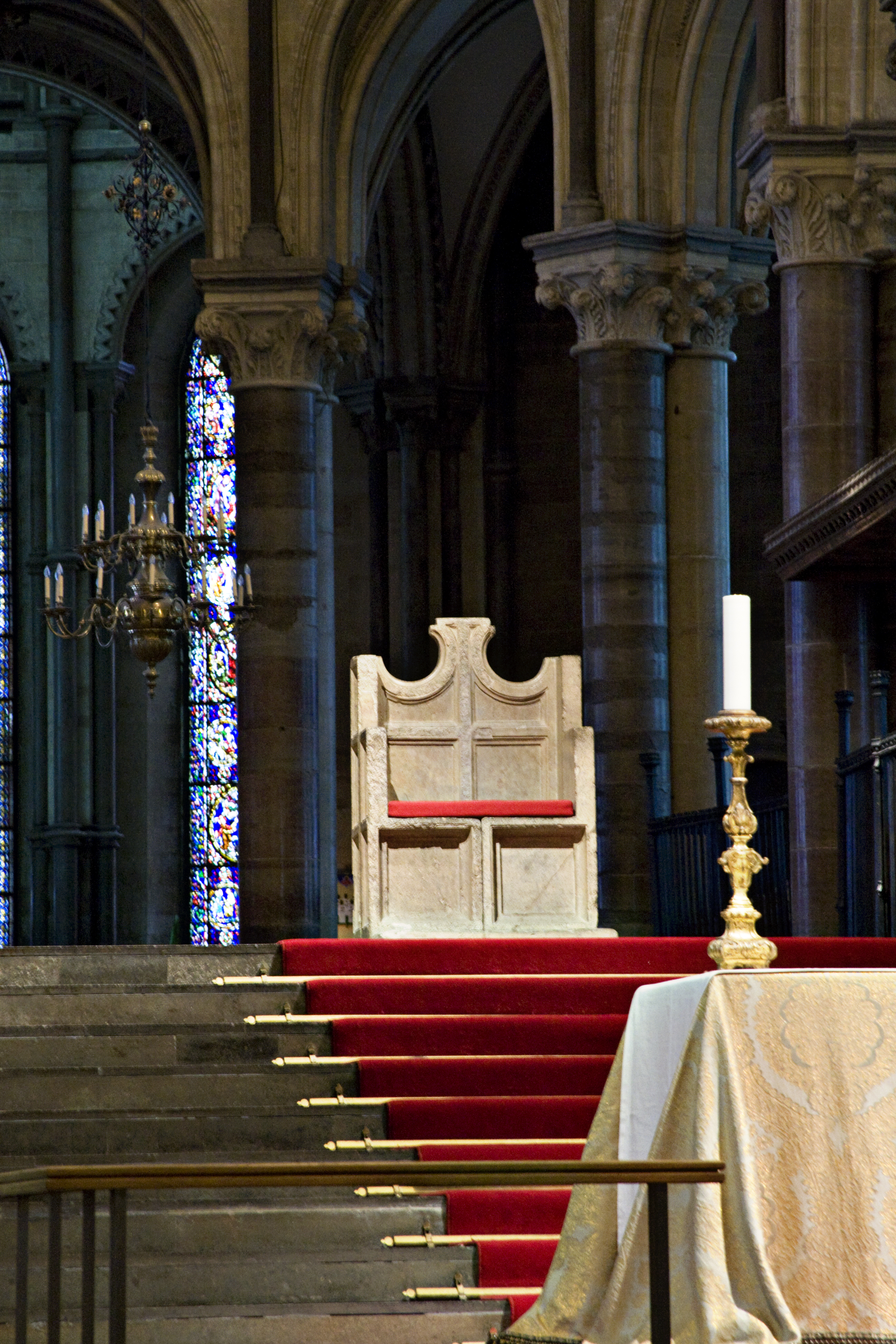
Августиніанська кафедра "стілець святого Августина" у Кентерберійському соборі
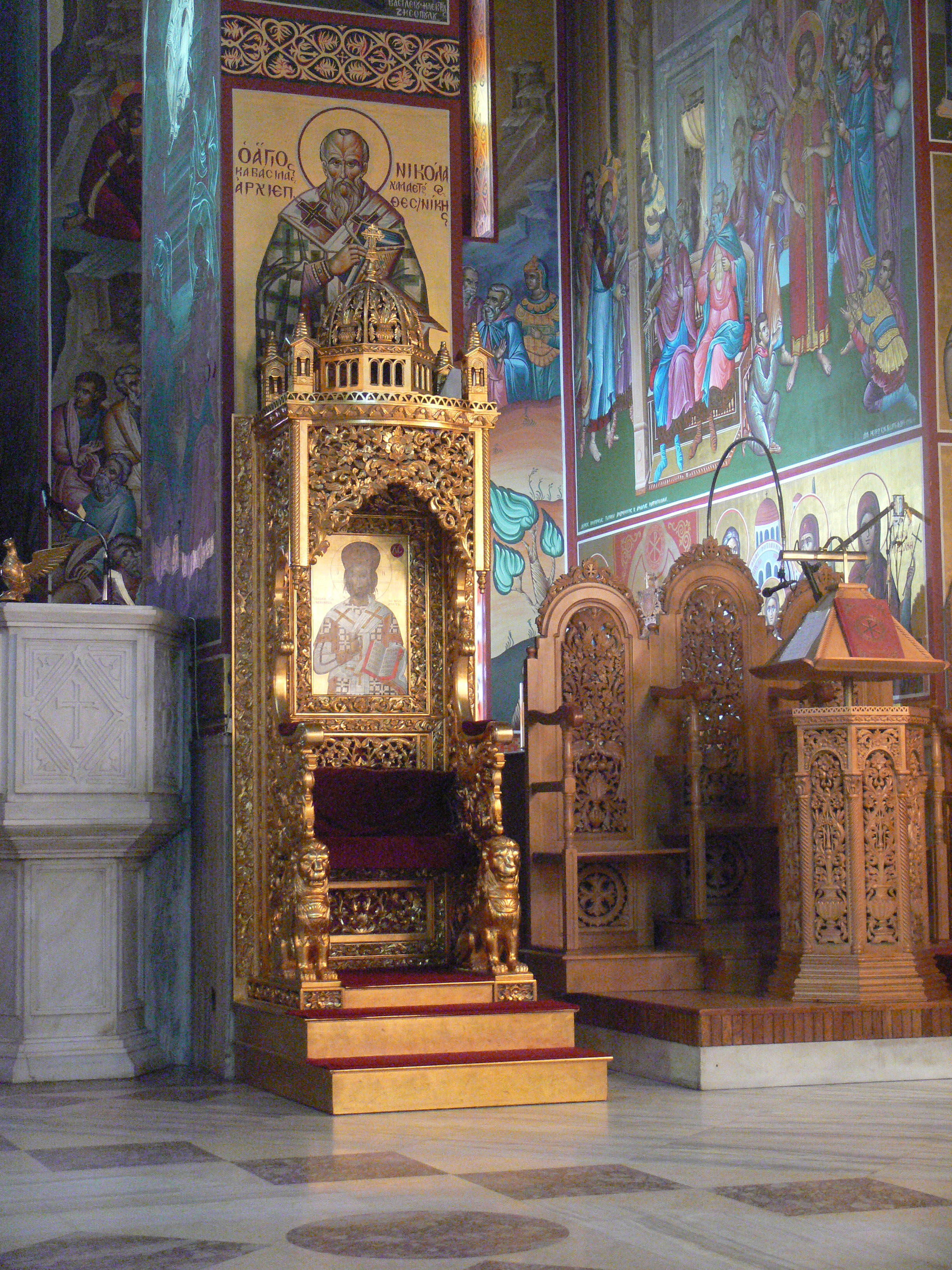
Кафедра митрополита (єпископа) в церкві святого Григорія Палами (Фесалонікі), наслідує грецьку практику
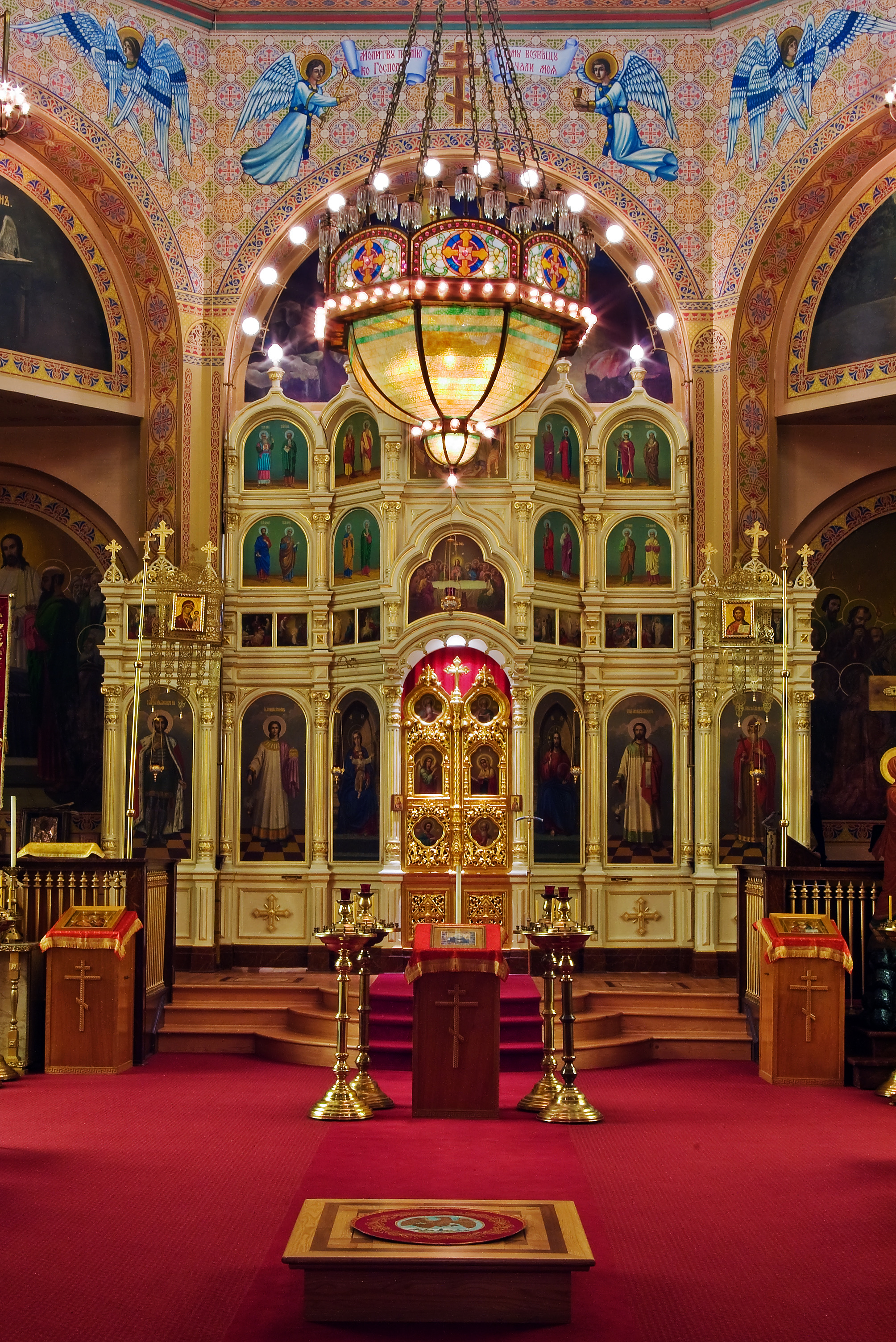
Російська православна кафедра у центрі Нефу
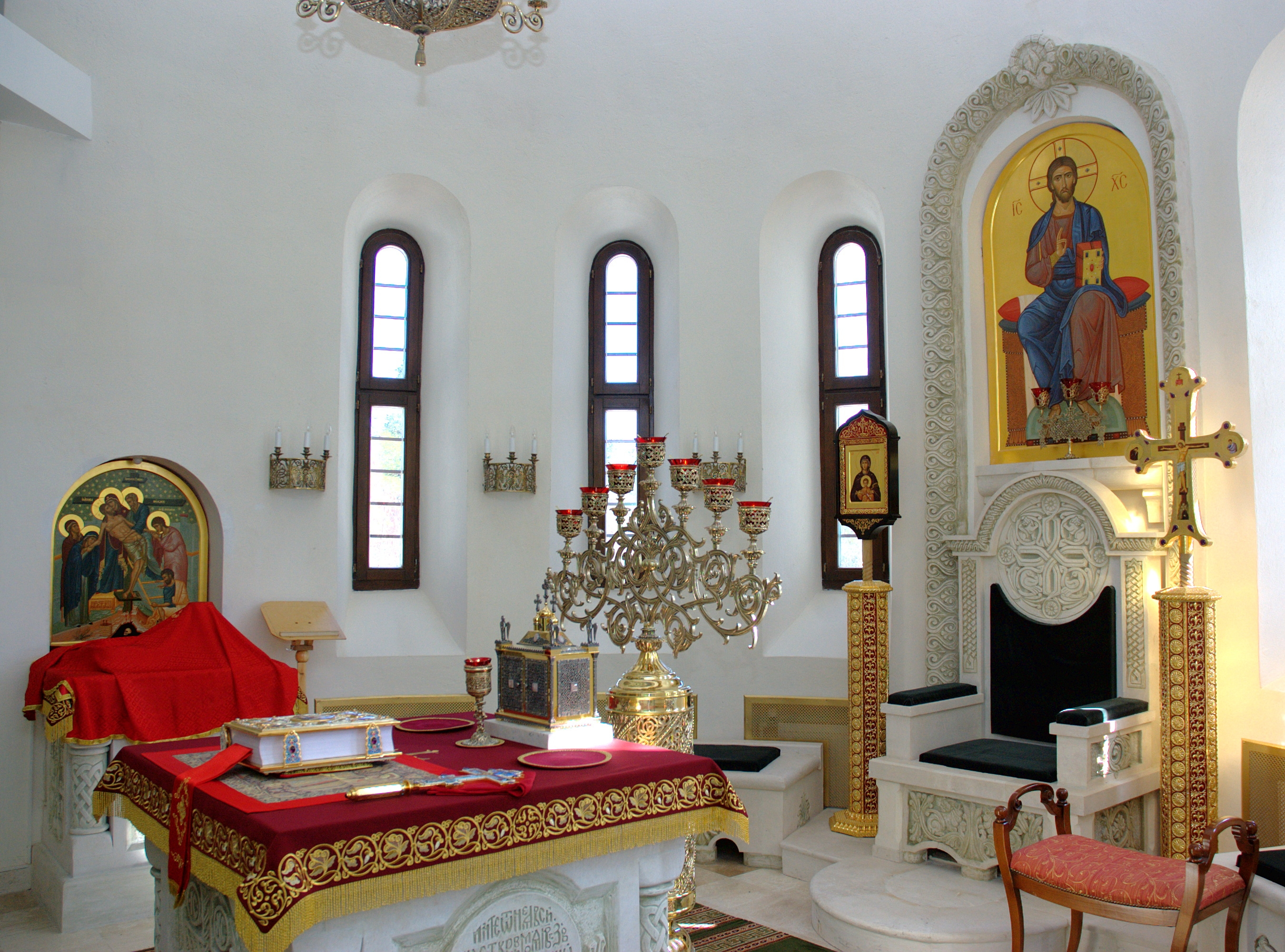
Всередині святилища Свято-Володимирського скиту (Валаамського монастиря), праворуч кафедра єпископа на високому місці (горішньому місці) з білого мармуру, з мармуровими лавками для священиків